# Antonio Uriz Superregui
Antonio Uriz Superregui (Madrid, 1898 – ¿?, mediados del siglo XX) fue un compositor y maestro de capilla español.

## Vida
Nació en Madrid en 1898. Estudió Latín, Humanidades y Filosofía en el Seminario de Madrid.
En 1920 obtuvo y tomó posesión de la organistía primera de la Catedral de Tuy. En Tuy debió conocer a José Cerviño Cerviño, el que posteriormente sería obispo de Tuy-Vigo. También en su corta estancia en la ciudad fue nombrado presbítero y terminó sus estudios de Sagrada Teología, Lógica, Ontología, Historia de la Literatura, Metafísica, Física y Química, Teología Dogmática e Historia Eclesiástica.
En 1924, con 26 años, pasó a ser nombrado maestro de capilla de la Catedral de Orense, ocupando el cargo que había dejado vacante Gerardo Martín Peña al partir a la Catedral de Salamanca. Fue el único opositor al cargo y su examen fue juzgado por el organista local, Antonio Jaunsarás, el padre benedictino Plácido Carreño de Monforte de Lemos, en Lugo y el organista franciscano del barrio de Ervedelo de Orense. Se le nombró el 17 de octubre de 1924 por real cédula y tomó posesión del cargo el 31 de ese mes.
A mediados en 1925 obtuvo una licencia para ausentarse por un año del cargo, al que no regresó. Dos años después de su llegada, en noviembre de 1926, el cabildo orensano declaraba el cargo vacante y en 1927 le sucedía Raúl Rodríguez Pazo (o Raúl Rodríguez Iglesias).
Hay noticias del maestro Antonio Uriz Superregui en 1926, año a partir del cual ejerció de organista en la parroquia de San Lorenzo Mártir de Gijón. En 1927 se instaló en la parroquia un órgano eléctrico de «ecos», construido en Azpeitia. Se desconoce cómo pasó la República y la Guerra Civil, pero la iglesia de San Lorenzo fue dinamitada en plena guerra, a mediados de 1936. El templo se reconstruyó entre 1941 a 44 y a finales de la década de 1950 el maestro Uriz, viejo organista de la iglesia, pudo inaugurar el nuevo órgano eléctrico, también construido en Azpeitia.
A partir de ese momento se le pierde el rastro.

## Obra
Su escasa producción musical se conserva en las catedrales de Tuy y Orense. En Tuy se conserva su composición Divertimento quasi un minuetto. En Orense dejó tres Himnos a San Martín dedicados al cabildo.